# Hjäss-nackfåran

Sagittal vy över hjärnhalvans insida med hjäss-nackfåran markerad i rött.

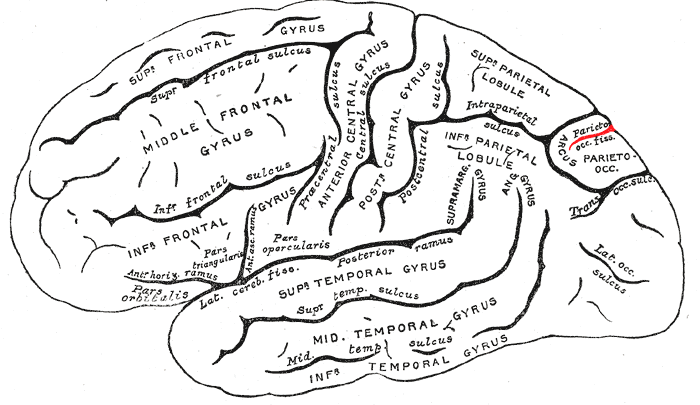
Sagittal vy över hjärnhalvans utsida med hjäss-nackfårans utsträckning markerad i rött.

Hjäss-nackfåran (lat. sulcus parietooccipitalis) är en fåra i hjärnhalvornas mediala vägg, som utgör gräns mellan hjässloben och nackloben. 